# 이류 (성한)
이류(李流, 248년 ~ 303년)는 오호 십육국 시대 파저족(巴氐族) 출신의 무장으로 성한(成漢)을 건국한 이웅(李雄)의 숙부이다. 자는 현통(玄通), 이웅에 의해 추존되어 시호를 진문왕(秦文王)이라 하였다.

## 생애
이류는 파저족 출신으로 이특의 동생이다. 이특과 함께 유랑민을 이끌고 촉(蜀)으로 이주하였다. 이특과 함께 거병하여 여러 전투에서 활약하였으며, 303년 2월, 이특이 나상(羅尙)의 군대에 의해 살해되자 뒤를 이어 군대를 이끌었다. 한때 나상의 군대에 압도되어 항복을 생각하였으나 조카 이웅의 만류로 그만두었다. 이웅이 군사를 이끌어 나상의 군대에 맞서고 익주(益州)의 현자 범장생(范長生)이 식량을 원조하여 주자 기세를 만회하여 나상의 군대를 압박하였다.
9월에 병에 걸려 이웅에게 후사를 맡기고 사망하였다.
| 전 대 이특(李特) | 제0대 303년 | 후 대 이웅(李雄) |